# Josep Maria Pericas i Morros
Josep Maria Pericas i Morros   (Vic, 27 d'agost de 1881 - Vic, 1 d'abril de 1966) fou un arquitecte català entre el modernisme i el noucentisme. En les seves obres es pot apreciar una influència de Gaudí, del qual en el fons sempre fou fidel, tot i que el seu món formal hi estigué en contraposició; una de medieval, especialment romànica, així com una altra procedent de l'escola vienesa. S'hi poden afegir les conseqüències del catalanisme polític que vivia, cosa que es tradueix en una arquitectura popular catalana. També va mantenir tot el llarg de la seva vida les facetes d'arqueòleg i historiador.

## Biografia
Era fill de Carme Morros i Gomis, natural de Sant Martí de Tous i Josep Pericas i Comella, cofundador de la societat mercantil "Pericas, Boixeda, Reixach i Companyia" que tenia la fàbrica de cotó de la Colònia la Coromina de Torelló i un salt d'aigua per a fer electricitat a Sant Quirze de Besora (que seria la primera empresa elèctrica d'Osona, que finalment es convertiria en Energia Elèctrica del Ter, S.A.). La família residí a Manlleu fins al 1870 que passaren a viure a Vic, on nasqué Josep Maria. Eren quatre germans: Montserrat (1864), Joaquim (1869), un conegut astrònom, Lluís (1873) i Josep Maria.
En quedar orfe de pare als quatre anys, la seva mare decideix traslladar-se a Barcelona, si bé varen acabar establint la seva residència a la finca de la Coromina de Torelló el 1889. Del 1898 al 1906 estudia a l'Escola d'Arquitectura de Barcelona on va ser alumne de Francesc de Paula del Villar i Carmona, Lluís Domènech i Muntaner i August Font i Carreras. D'entre els companys d'estudis, va establir amistat amb Pere Domènech i Roura, Josep Maria Jujol i Gibert, i sobretot amb Rafael Masó i Valentí, amb qui col·laborà i mantingué una intensa relació durant tota la seva vida professional; junts varen presentar un projecte per a una clínica mental a Santa Coloma de Gramenet, el 1916.
Quan Pericas acaba la carrera, el modernisme ja havia tocat sostre i era el moment en què s'estaven construint les grans obres de Barcelona. Aquests alumnes, per tant, es comencen a plantejar diferents sortides al moviment que ja els havia marcat. Aquestes són bàsicament tres: la continuïtat de Balcells i Raspall, el retorn a les formes clàssiques emprès per Goday, i el seguiment de l'exemple centre-europeu seguit per Masó i Pericas.
A part del modernisme, Pericas també va rebre una especial influència de l'art romànic que havia posat de moda Puig i Cadafalch amb la seva obra L'arquitectura romànica a Catalunya. Amb en Domènech i Roura va fer un viatge pel Conflent i Vallespir per dibuixar i estudiar les principals esglésies romàniques.
Després de les seves primeres obres, realitza un viatge a París (1908) i dos a Viena (1912 i 1914, amb motiu del seu casament amb Josepa Soler, de Vilanova i la Geltrú) que varen influir en la seva forma especial d'ordenar les façanes, donant importància als portals, als sortints i les tribunes, i la manera de conjuntar la pedra i l'estuc.
Aquestes activitats de viatge i estudi varen activar la seva faceta com arqueòleg i historiador que va mantenir a tot el llarg de la seva vida.
Des de l'any 1906, recorregué tots els pobles i cimals de la comarca d'Osona, aixecant plantes i fent croquis de les ruïnes de castells i fortaleses, també dibuixà les grans masies o cases fortes existents o en ruïnes i recopilà al mateix temps l'epigrafia, l'heràldica i tot el que li oferia un interès històric o arqueològic.
Entorn del 1916, va associar-se amb l'investigador i noble Ramon de Vilanova i Roselló i tots dos planejaren d'editar una ambiciosa i gran obra titulada "Les fortificacions feudals d'Ausona", per a la redacció de la qual feren un compromís o contracte, que és un complet inventari de castells i fortaleses d'Osona. Segons aquest contracte o pla d'obra, en Pericas devia fer la part arqueològica de 36 castells i de 59 cases fortes de la comarca o antiga vegueria d'Osona i redactar, també, la història i genealogia de nou d'aquells castells i de disset cases fortes dels voltants de Torelló o sector nord de la comarca. Amb la seva minuciositat característica, redactà un detallat diari de les diferents sortides i recerques que feia, així com dels arxius parroquials, de masies o d'altres indrets que consultà, que posen en evidència les moltes hores que hi esmerçà, així com les visites que feu a tots els racons de la comarca.
L'obra es trobava molt avançada el 1936, com ho demostra el material que s'ha salvat de la part corresponent al comte de Vilanova i que ara es conserva a l'Arxiu Històric de la Ciutat de Barcelona. Per aquest temps s'havia fet tractes amb l'Institut d'Estudis Catalans, per patrocinar l'edició de l'obra. Però la guerra del 1936-1939 va causar l'assassinat de Ramon de Vilanova i Rosselló i, tot i haver-se salvat bona part de la seva tasca, fou causa de la pèrdua de gairebé totes les fitxes i de bona part de les plantes i dibuixos fets per Josep Maria Pericas, que guardava aquest material a la seva casa de La Coromina, que li fou encautada i ocupada per refugiats.
El poc que en resta, dues carpetes amb dibuixos i plantes i unes poques fitxes, són, però, de gran valor, i la totalitat de les plantes acabades o aprofitades han estat publicades en l'obra "Els castells Catalans" editat per Rafael Dalmau, on es pot veure l'excel·lent manera de dibuixar i d'interpretar les ruïnes de l'autor. També en els dos volums de la "Història de Torelló", de Mn. Fortià Solà, s'hi recullen plantes i notícies de castells del terme i de la rodalia.
Certament la pèrdua del material i especialment de les notícies històriques fou molt lamentable, perquè moltes d'elles són irrecuperables per la destrucció de molts arxius.

### Plenitud fins a la Guerra Civil
La seva època de màxima plenitud creadora la trobem entre 1912 i 1936. Durant aquest període fou nomenat l'any 1913 arquitecte diocesà del bisbat de Vic i el 1922 del de Barcelona. També coincideix amb aquesta època el seu nomenament d'arquitecte municipal de Vic (1930-1939). Cal destacar d'aquest període diferents edificis amb estils variats: l'església del Carme, a Barcelona (1910), on posa de manifest uns caràcters figuratius i estilístics que tradueixen clarament els plantejaments estètics del noucentisme; la farmàcia del doctor Espinós a Barcelona (1911), de caràcter totalment modernista; la desapareguda casa Comella (1912), on tracta els elements decoratius d'una manera plana i simplificada, reduint l'ornamentació a grafisme; la seva casa de la Coromina, a Torelló, on s'aprecien influències romàniques (1920); i la casa Diagonal, a Barcelona, on incorporà tribunes cilíndriques, que fan recordar l'expressionisme alemany.
Durant aquest període, Pericas rep les influències de l'arquitectura anglesa de Vosey i Mackintosh i de la secessió vienesa que coneix personalment dels seus viatges. Però tot i integrat als corrents europeus més avançats en l'espai de temps que es limita a la consolidació del racionalisme, amb les actuacions del GATCPAC a Catalunya, Pericas adquireix un llenguatge propi amb una clara estètica noucentista.
L'any 1936 estava enllestint la publicació d'un estudi dels castells i fortaleses de la comarca d'Osona amb Ramon de Vilanova i Rosselló, però la mort tràgica d'aquest i el saqueig de la casa de Pericas durant la Guerra Civil feren perdre la major part del material que havien recollit. La seva faceta d'arqueòleg va quedar paralitzada.

### Postguerra
Un cop acabada la Guerra Civil, la seva activitat no va cessar i així ho indica la llarga llista de les seves obres. Però el seu treball es va veure afectat per la manca de diners de la postguerra, i els pocs que hi havia s'utilitzaven per les reconstruccions de molts edificis que s'havien malmès a la guerra. Per aquests motius, i més endavant per l'edat, els models que va utilitzar en aquest període comencen a indicar un estancament, encara que mai es troben mancats de personalitat.
A partir de 1947 inicià la construcció de les caixes de pensions de Sort, Viella i Lés, que demostren un retorn a l'arquitectura popular catalana.
Morí a Barcelona el dia 1 d'abril de 1966, a l'edat de 84 anys, després d'un atac cerebral que el deixà molts dies mig paralitzat.

## Obres[5]

### Barcelona
| Any        | Nom                                | Ubicació                                 | Descripció | Estat       | Foto                               |
| ---------- | ---------------------------------- | ---------------------------------------- | --- | ----------- | ---------------------------------- |
| 1909- 1910 | Església del Carme                 | Carrer bisbe Laguarda de Barcelona       | Tot i que es pot inscriure encara dins el corrent modernista, també s'inspira en el gòtic centreeuropeu, tot i que s'han esmentat també influències gaudinianes, secessionistes o expressionistes. | Correcte    | Església del Carme                 |
| 1911       | Farmàcia Espinós                   | Carrer Diputació, 264, de Barcelona      | Malgrat tenir un premi especial de l'Ajuntament, fou enderrocada. Es conservava un fanal a la Farmàcia M. Teresa Domingo del carrer Muntaner 184, però amb un canvi de propietat de l'establiment va ser desmuntat. | Enderrocada | Farmàcia Espinós                   |
| 1912       | Casa Comella                       | Carrer Pubilla Cases de Barcelona        | Va ser encarregada per l'industrial vigatà Jacint Comella i Colom (1860-1930) qui havia estat soci del seu pare en la producció i distribució d'electricitat. Aquesta casa de dimensions reduïdes tenia una gran simplicitat, però una gran força expressiva, donada pel cos de l'entrada principal i la torre; la porta era d'arc semicircular molt a la forma del romànic. Va ser enderrocada la setmana del 14 al 19 de juny de 1971 quan s'estava tramitant l'expedient de monument historicoartístic pel Col·legi oficial d'arquitectes de Catalunya i Balears. | Enderrocada | Casa Comella                       |
| 1913- 1923 | Monument a Mossèn Jacint Verdaguer | Passeig de Sant Joan de Barcelona        | Obtingut per concurs amb l'escultor Joan Borrell i Nicolau, autor de l'estàtua en bronze de Verdaguer i de les peces al·legòriques de la poesia. Les escultures del fris són obra de Llucià i Miquel Oslé. | Correcte    | Monument a Mossèn Jacint Verdaguer |
| 1917       | Panteó Font i Vilaseca             | Cementiri sud-oest de Barcelona          | |             |                                    |
| 1920       | Edifici d'habitatges               | Diagonal 389 de Barcelona                | |             |                                    |
| 1925       | Torre Mitjans                      | c./ Menor de Sarrià, 6-8                 | Obra conjunta de Pericas amb Rafael Masó i Valentí. Es tracta d'un edifici unifamiliar aïllat representatiu del corrent noucentista. De planta baixa i dos pisos, coronat per una coberta de teula, a quatre aigües, recolzada sobre una cornisa que actua com a ràfec. A la façana principal trobem un element que, a tall de frontó, forma una terrassa a l'última planta que emfasitza l'eix de simetria de la façana. A la planta baixa, té un porxo d'entrada i, a la primera, una tribuna.                                                                     |             | Torre Mitjans                      |
| 1932       | Oratori família Dèu                | Les Corts, Barcelona                     | |             |                                    |
| 1933       | Hospital de Sant Llàtzer           | Horta, Barcelona                         | |             |                                    |
| 1943       | Farmàcia Busquet                   | carrer Pons i Gallarza, 92 Barcelona     | Façana de línies sòbries amb un aplacat de gres marró emmarcat en un festonejat de color gris amb ondulacions. El primer pis presenta un esgrafiat de formes corbes en blaus i blancs que emmarquen les dues finestres | correcte    | Farmàcia Busquet                   |
| 1944-1954  | Església dels Dolors               | Sants, Barcelona                         | |             |                                    |
| 1947       | Casa Pericas Pagès                 | Pg. Santa Eulàlia, 12 Sarrià (Barcelona) | Edifici residencial de característiques formals pròpies del noucentisme, tot i estar construït amb posterioritat a la guerra civil. Destaquen les quatre obertures amb arcades de la primera planta, la finestra circular de la segona, els elements de terra cuita i l'esgrafiat amb motius florals. | Correcte    | \|-                                |

### La Gleva
| Any  | Nom                        | Ubicació | Descripció                                                                  | Estat | Foto |
| ---- | -------------------------- | -------- | --------------------------------------------------------------------------- | ----- | ---- |
| 1942 | Seminari menor             | La Gleva |                                                                             |       |      |
| 1944 | Reconstrucció altar barroc | La Gleva | Va dirigir les obres de reconstrucció després de la guerra civil espanyola. |       |      |

### Manlleu
| Any       | Nom                                                 | Ubicació                         | Descripció | Estat | Foto |
| --------- | --------------------------------------------------- | -------------------------------- | --- | ----- | ---- |
| 1941-1945 | Reconstrucció de l'església de Santa Maria          | Plaça de Dalt de Vila, Manlleu   | L'església té elements romànics, gòtics, renaixentistes i d'època barroca. Va patir danys servers durant la Guerra Civil espanyola; els treballs de reconstrucció foren encarregats a Pericas. |       |      |
| 1943-1944 | Església de les germanes carmelites de l'Ensenyança | Carrer Sant Domènec, 24, Manlleu | De l'edifici original només se'n conserva la façana, que té elements neoromànics i neogòtics; l'interior de l'església fou enderrocat per problemes constructius.                              | Bo    |      |

### Ripoll
| Any        | Nom                                                  | Ubicació          | Descripció                                                 | Estat    | Foto               |
| ---------- | ---------------------------------------------------- | ----------------- | ---------------------------------------------------------- | -------- | ------------------ |
| 1908       | Casa Alòs (dita Casa Dou o el Casino vell)           | Plaça Gran        | Edifici a cavall entre l'estil modernisme i el noucentisme | Correcte | Casa Alòs (Ripoll) |
| 1920- 1952 | Museu folklòric, a l'església de Sant Pere de Ripoll | Plaça bisbe Oliva |                                                            |          |                    |

### Sant Hilari Sacalm
| Any  | Nom                  | Ubicació            | Descripció                                                                                         | Estat | Foto |
| ---- | -------------------- | ------------------- | -------------------------------------------------------------------------------------------------- | ----- | ---- |
| 1922 | Casa Saleta          | Plaça de l'església | |       |      |
| 1926 | Font Picant          | Carretera d'Osor    | La font es troba coberta per un gran arc de pedra, i el conjunt segueix el llenguatge noucentista. |       |      |
| 1927 | Font de Santa Teresa |                     | La font està protegida per una construcció de pedra amb un important ràfec de fusta i rajola.      |       |      |

### Sant Adrià del Besòs
| Any  | Nom           | Ubicació                               | Descripció | Estat    | Foto          |
| ---- | ------------- | -------------------------------------- | --- | -------- | ------------- |
| 1944 | Creu de terme | Carrer Extremadura / Concili de Trento | Està ubicada al límit del terme municipal amb Barcelona. Per la seva estructura se la coneix com la creu gallega. | Correcte | Creu de terme |

### Sau
| Any  | Nom                                  | Ubicació | Descripció | Estat | Foto |
| ---- | ------------------------------------ | -------- | ---------- | ----- | ---- |
| 1951 | Habitatge per la Comissaria d'Aigües | Sau      |            |       |      |
| 1951 | Nova església                        | Sau      |            |       |      |

### Torelló
| Any        | Nom                                              | Ubicació                                                   | Descripció | Estat    | Foto                      |
| ---------- | ------------------------------------------------ | ---------------------------------------------------------- | --- | -------- | ------------------------- |
| 1905       | Església de la colònia i reformes de La Coromina | Torelló                                                    | Reforma de casa dels seus pares amb un sostre enteixinat, un arrambador ceràmic i una llar de foc al saló; una lluerna a l'escala i un balcó en semi-voladís sobre el riu, al qual s'accedeix a través d'un circuït format per escales i per túnels excavats a la muntanya.                           | Correcte |                           |
| 1913       | Tres creus de Torelló                            | Torelló                                                    | Reconstruïdes l'any 1941. També hi va participar Lluís Masriera i Rosés, fent un Últim Sopar a l'absis central de la parròquia. |          |                           |
| 1920- 1923 | Torre Nova de la Coromina                        | Torelló                                                    | Es tracta de la seva residència particular construïda dins la finca familiar de la Coromina. |          | Torre Nova de la Coromina |
| 1923       | Santuari de Rocaprevera                          | Torelló 42° 02′ 31″ N, 2° 15′ 36″ E / 42.04194°N,2.26000°E | Els seus orígens se situen l'any 1284, quan mossèn Marc Roca, torellonenc, va fer erigir un petit pedró/oratori dedicat a la Mare de Déu, prop de la font del Raig. Els primers documents certs que parlen de Rocaprevera són del 1402. Pericas va fer un edifici de nova planta d'estil noucentista. | Correcte | Santuari de Rocaprevera   |
| 1925       | Pedró de la Coromina                             |                                                            | |          |                           |
| 1930       | Creu de Cervià                                   | Torelló                                                    | |          |                           |
| 1942       | Escales de l'estació                             | Torelló                                                    | |          |                           |
| 1957       | Sucursal de la Caixa de Pensions                 | Torelló                                                    | |          |                           |

### Vic
| Any        | Nom                                                       | Ubicació                                                                                 | Descripció | Estat    | Foto                          |
| ---------- | --------------------------------------------------------- | ---------------------------------------------------------------------------------------- | --- | -------- | ----------------------------- |
| 1906       | Casa d'Anita Colomer                                      | Plaça de la Catedral 41° 55′ 41″ N, 2° 15′ 20″ E / 41.928186°N,2.255545°E                | D'un clar estil noucentista amb elements neogòtics d'inspiració modernista, destaca la tribuna del primer pis, el balcó amb una forja molt interessant i la ceràmica verda com a element que li dona personalitat i apareix emmarcant els forjats dels pisos. Destaca la seva composició asimètrica i la disminució de les obertures en alçada i el lloc amb les diferents alçades d'aquestes en el tercer pis. L'edifici queda coronat per una torre situada a la cantonada. Actualment aquest edifici està unit interiorment amb la veïna casa Bayés. | Correcte | Casa d'Anita Colomer          |
| 1907       | Reformes casa Bayés                                       | Plaça de la Catedral 41° 55′ 42″ N, 2° 15′ 18″ E / 41.928467°N,2.254927°E                | Pericàs va reformar la planta baixa d'un edifici medieval per ubicar el consultori del Dr. Bayés. Era una obra integral de decoració en un elegant disseny noucentista que afectava a portes interiors, mobiliari, paviment hidràulic i vitralls. Aquests últims ocupen unes finestres d'arc rodó protegides per una forja de formes vegetals, que rememoren les cases cinccentistes. | Correcte | Casa Bayés                    |
| 1915       | Palau Episcopal de Vic                                    | C. de Santa Maria 41° 55′ 39″ N, 2° 15′ 18″ E / 41.92750°N,2.25500°E                     | Reforma de la tribuna sobre la porta principal en estil noucentista. |          | Palau Episcopal de Vic        |
| 1917       | Sepulcre Torras i Bages                                   | Catedral de Vic 41° 55′ 41″ N, 2° 15′ 20″ E / 41.92806°N,2.25556°E                       | Escultor:Joan Borrell i Nicolau | Regular  | Sepulcre Torras i Bages       |
| 1919       | El Bruguer nou                                            | Ctra. de Roda de Ter 41° 56′ 36″ N, 2° 16′ 54″ E / 41.94333°N,2.28167°E                  | Realització d'un projecte. |          |                               |
| 1919- 1926 | Capella de la Verge del Carme                             | Ctra. Barcelona i av. Països Catalans 41° 55′ 01″ N, 2° 15′ 10″ E / 41.91694°N,2.25278°E | És la capella de la Torre d'en Franch. Capella de nau única orientada de llevant a ponent. A la capçalera hi ha l'absis precedit per un cimbori, la llanterna sobresurt del cos de l'edificació. La façana té el capcer escalonat i el portal és precedit per una grossa arcada que protegeix el portal, d'arc de mig punt; aquest cos és cobert a una sola vessant. A la part esquerra s'eleva un campanar de torre cilíndrica, a la part superior de la qual hi ha decoracions de serreta i s'hi obren badius. Als murs de la nau i l'absis s'hi obren finestres a la manera romànica. La part baixa dels murs del temple és de pedra picada de color blavós, la resta dels murs són arrebossats i pintats de groc. L'estat de conservació és bo.                                                                              | Molt bo  | Capella de la Verge del Carme |
| 1920       | Casa Puig                                                 | Carrer Verdaguer 20-24 ? 41° 55′ 50″ N, 2° 15′ 05″ E / 41.930571°N,2.251386°E            | Hi estableix el ritme de materials que són la seva constant: planta baixa obrada amb pedra natural, la resta de l'obra arrebossada i pintada generalment de color groc i l'ús d'estuc amb motius geomètrics o florals molt simples per remarcar o bé obertures o forjats, si bé la seva disposició no és mai la mateixa, sinó que varia segons l'obra. | Correcte | Casa Puig                     |
| 1922- 1931 | Reformes Ajuntament de Vic                                | Pça. Mercadal 41° 55′ 48″ N, 2° 15′ 18″ E / 41.930036°N,2.254938°E                       | Sala columna i llotja |          |                               |
| 1924       | Casa Josep Genis                                          | Passeig, 11                                                                              | Casa entre mitgeres de PB i tres pisos. La PB presenta un passatge amb establiments comercials que comunica amb el carrer Sant Fidel núm.6, el portal d'accés a aquest recinte és d'arc còncau i la dovella central és decorada amb un medalló decorat (J C) datat de 1899, Els pisos són separats per cornises. Les obertures són rectangulars i decorades amb frontons triangulars, al 1r i al 2n pis. La part superior de la façana és decorada amb modillons que sostenen la balustrada que tanca la terrassa superior. Al primer pis hi ha una fornícula adossada a la façana que protegeix a una verge, aquest mateix pis presenta una gran balconada que abarca tota la façana. Materials constructius: pedra artificial i ferro forjat.                                                                                  | Correcte | Casa Josep Genis              |
| 1926       | Casa Pericàs                                              | c/ Nou 10-12 41° 55′ 55″ N, 2° 15′ 22″ E / 41.93194°N,2.25611°E                          | Edifici d'habitatges de planta baixa i 4 pisos, on l'alçada de cadascun d'ells decreix de baix a dalt. La planta baixa és recoberta amb un fris de pedra picada que ressegueix els portals. Les obertures del primer també son de pedra picada i estuc la resta d'obertures son només d'estuc. Els motius de l'estuc son formes geomètriques. És construïda amb maó i pedra, arrebossada i estucada. | Correcte | Casa Pericàs                  |
| 1928       | Farmàcia Massana                                          | Carrer Sant Sadurní                                                                      | Molt reformada |          |                               |
| 1930       | Convent de les Josefines                                  | Pça. Divina Pastora 13-14 41° 55′ 50″ N, 2° 15′ 37″ E / 41.930686°N,2.260257°E           | En el convent de les Josefines caldria destacar la façana posterior, tant per les obertures del segon pis, ja que fa les finestres a manera de triple obertura, com pels dissenys de ferro forjats de les reixes. També cal parlar de la porta de l'església, de gran influència romànica. |          |                               |
| 1930       | Convent del Cor de Maria                                  | Vic                                                                                      | Va ser construït per als pares mercedaris seguint la seva pauta: planta baixa amb pedra i la resta arrebossada, amb estuc com a decoració. Si bé és original perquè la façana no és recta, ja que fa un trencament seguint una alineació diferent del carrer. Tampoc és una façana simètrica, trencada per la porta principal i la tribuna semicircular del primer pis. El campanar és molt esvelt, si bé es sever, amb poca ornamentació i, encara, molt senzill. |          |                               |
| 1932- 1933 | Reformes i farmàcia de l'Hospital de la Santa Creu de Vic | Rbla. Hospital i carrer Sant Pere                                                        | |          |                               |
| 1932- 1934 | Escoles municipals Sant Miquel dels Sants                 | C. Balmes, 3 41° 55′ 59″ N, 2° 15′ 20″ E / 41.93306°N,2.25556°E                          | Edifici de planta rectangular coberta a quatre vessants i façana orientada a migdia. A la part esquerra i dins del recinte del jardí que envolta l'escola es fa visible una nova construcció que segueix força les característiques de la part antiga, la part baixa de la qual presenta un fris de pedra picada. Al damunt s'hi obren unes finestres d'arc de mig punt amb estuc i a la part superior són rectangulars. A la part central on hi ha un portal al qual s'accedeix mitjançant uns graons i el sostre de l'edifici forma un espai obert de forma pentagonal que protegeix el portal d'entrada el qual és d'arc de forma pentagonal que protegeix el portal d'entrada, el qual és d'arc de mig punt amb un escut al damunt de pedra. Aquest espai és decorat amb estuc en el qual s'hi dibuixen formes geomètriques. | Correcte |                               |
| 1932- 1934 | Escoles municipals Jaume Balmes                           | c./ Pere II el Gran                                                                      | |          |                               |
| 1932- 1934 | Escoles municipals de Sentfores (només projecte)          | Vic                                                                                      | |          |                               |
| 1933       | Panteó Pericas                                            | Cementiri de Vic 41° 56′ 12″ N, 2° 15′ 11″ E / 41.93667°N,2.25306°E                      | Tomba amb forma de piràmide truncada amb el basament enlairat. A la part posterior s'eleva un triangle equilàter amb una creu grega al damunt. A la part de davant hi ha un petit portal rectangular amb unes columnes adossades i decorades. Sobre el portal hi ha dos galls d'indis encarats amb un motiu religiós al centre. Als costats del mausoleu hi ha decoracions. Al mig del triangle de la part posterior sobresurt una teiera de ferro forjat. És tot d'ell de pedra i presenta boniques decoracions esculpides, formant soguejats, dents de serra i altres formes ornamentals. | Correcte | Panteó Pericas                |
| 1934       | Panteó Bayés                                              | Cementiri de Vic                                                                         | | Correcte | Panteó Bayés                  |
| 1952       | Panteó Comella-Bassols                                    | Cementiri de Vic 41° 56′ 13″ N, 2° 15′ 12″ E / 41.93694°N,2.25333°E                      | Mausoleu de la família Bassols. Es troba un xic enlairat del terra i presenta un sarcòfag rectangular i amb la part superior semi-cilíndrica. Cal remarcar una escultura d'una figura femenina que es suporta a la tomba amb la mà esquerra i l'altra se la posa al pit. Està dempeus, amb el cap cot i els cabells lleugerament ondulats. El vestit, d'inspiració clàssica, cau en plecs verticals i al mà esquerra duu unes flors. El sarcòfag presenta a la part de llevant l'estrella de Salomó i té altres símbols religiosos esculturats. Al costat de la imatge hi ha unes sogues que emmarquen uns epitafis i unes flors també esculpides. Es completament de pedra, la qual és de color gris. | Correcte | Panteó Comella-Bassols        |

### Altres obres
| Any        | Nom                                            | Ubicació                      | Descripció | Estat       | Foto                                                                                  |
| ---------- | ---------------------------------------------- | ----------------------------- | --- | ----------- | ------------------------------------------------------------------------------------- |
| 1906       | Altar de la Puríssima de Montserrat            | Monestir de Montserrat        | Pericas va fer un tractament sobri amb una utilització elegant de les tècniques artístiques habituals en el modernisme: murs estucats en color blau pastel amb esgrafiats que representen arbres simbolistes, tres estilitzades imatges sobre l'altar en un immaculat marbre blanc cobertes per un dosseret també en marbre delicadament treballat en traceria. Les escultures s'emmarquen en un fons de lliris fets en mosaic, simbolitzant la concepció virginal de la Mare de Déu. En un extrem de la capella destaca un vitrall amb tons blaus i taronges, obra de Darius Vilàs. | Correcte    | capella Immaculada Concepció a Montserrat · capella Immaculada Concepció a Montserrat |
| 1908       | Pavelló marià                                  | Exposició de Saragossa        | Pavelló provisional que simulava una petita església reinterpretada amb línies modernes |             | Pavelló marià                                                                         |
| 1908       | Monument mossèn Cinto Verdaguer                | Folgueroles                   | | Correcte    | Monument mossèn Cinto Verdaguer                                                       |
| 1913       | Creu d'en Galceran                             | Vinyoles d'Orís               | |             |                                                                                       |
| 1916- 1924 | Clínica mental de Santa Coloma de Gramenet     |                               | Conjuntament amb Rafael Masó. L'ordenació general emfatitza l'eix de simetria separant les àrees per a homes i dones. Les altres construccions (casa del director, capella i serveis generals) s'adapten a la topografia extensa de la finca que conserva l'antic mas. |             |                                                                                       |
| 1923       | Creu en memòria de Ramon Strauch, bisbe de Vic | Pont del Lladoner a Vallirana | | Enderrocada |                                                                                       |
| 1926       | Nou Temple parroquial de Vilalba Sasserra      | Vilalba Sasserra              | | Molt bo     | Església de Vilalba Sasserra                                                          |
| 1927       | Monument al cardenal Vives i Tutó              | Llavaneres                    | |             |                                                                                       |
| 1930       | Ermita de Sant Salvador de Terrades            | Cànoves i Samalús             | L'ermita forma part d'un veïnat de masies cap el vessant meridional del turó del pi novell. Es té constància de l'existència d'una ermita en aquest lloc des de l'any 1226, possiblement fundada pels senyors del castell de Cànoves. L'edifici actual, d'un estil neogòtic amb alguns elements del romànic, es va aixecar de nou l'any 1930 sota la direcció de Pericas. | Molt bo     | Ermita de Sant Salvador de Terrades                                                   |
| 1940       | Reconstrucció de l'església                    | Tona                          | |             |                                                                                       |
| 1940       | Reconstrucció de l'església                    | Sant Pere de Vilamajor        | |             |                                                                                       |
| 1941       | Ermita de l'Arola                              | Viladrau                      | |             |                                                                                       |
| 1942       | Església de Vinyoles                           | Vinyoles                      | Projecte |             |                                                                                       |
| 1944       | Església i casa parroquial                     | L'Esquirol                    | |             |                                                                                       |
| 1944       | Reformes de l'església                         | Campdevànol                   | |             |                                                                                       |
| 1944-1945  | Casa Ordeig                                    | Vinyoles d'Orís               | |             |                                                                                       |
| 1947       | Ermita de Sant Segimon del Montseny            |                               | |             |                                                                                       |
| 1947-1955  | Sucursal de la Caixa de Pensions               | Sort                          | |             |                                                                                       |
| 1948       | Sucursal de la Caixa de Pensions               | Viella                        | |             |                                                                                       |
| 1952       | Sucursal de la Caixa de Pensions               | Lés                           | |             |                                                                                       |
| 1957       | Ermita de Lourdes                              | Prats de Lluçanès             | |             | Ermita de Lourdes                                                                     |
| 1961       | Sucursal de la Caixa de Pensions               | Bellver de Cerdanya           | |             |                                                                                       |